# José Furtado Mota
José Furtado Mota (Santa Cruz das Flores, 29 de Julho de 1878 — Lajedo, 16 de Fevereiro de 1963) foi um sacerdote católico da ilha das Flores que se distinguiu como líder do movimento dos sindicatos agrícolas florentinos, um movimento cooperativo dos produtores de manteiga destinado a fazer frente ao oligopólio imposto pelos industriais de lacticínios da ilha. Musicólogo distinto, foi também capelão cantor da Sé Catedral de Angra do Heroísmo.

## Biografia
José Furtado Mota nasceu a 29 de Julho de 1878 na vila de Santa Cruz das Flores, filho de João Furtado Mota e de Filomena de Jesus Coelho.
Feitos os estudos primários na sua vila natal, cedo partiu para Angra do Heroísmo, onde ingressou no respectivo Seminário Episcopal. Dotado para a música, destacou-se como cantor sacro durante os seus estudos, integrando o coro da Sé Catedral.
Fez habilitação de género em 1906, sendo ordenado na Sé Catedral de Angra do Heroísmo a 17 de Março de 1907. Celebrou a sua primeira missa no dia 22 de Março na igreja de Nossa Senhora da Guia do Convento de São Francisco de Angra, imóvel onde então funcionava o Seminário.
Foi colocado como cura do lugar da Ponta da Fajã Grande entre Abril de 1907 e Janeiro de 1909, sendo então transferido para o lugar de pároco da freguesia do Lajedo, paróquia onde permaneceria até à sua morte a 16 de Fevereiro de 1963.
Notabilizou-se como organizador dos primeiros sindicatos agrícolas da ilha das Flores, protagonizando um movimento cooperativo em torno da industrialização do leite e da produção e exportação de manteiga e de gado vivo para o exterior da ilha, em particular para Lisboa, que teria profundas consequências sócio-económicas e esteve na base de um dos mais singulares conflitos sociais da história dos Açores. Foi por sua iniciativa, e sempre com o seu corajoso apoio, que a partir de 1916, nos tempos difíceis da Primeira Guerra Mundial, se iniciou o movimento dos sindicatos agrícolas florentinos, o qual, com altos e baixos, se manteve vivo até à década de 1970, sendo o antepassado directo do actual cooperativismo agrícola na ilha.